# Apiol
Apiol ist ein Phenylpropanoid und ein wesentlicher Bestandteil der ätherischen Öle verschiedener Petersiliesorten und des Selleries. Apiol ist ein Isomer des Dillapiol.

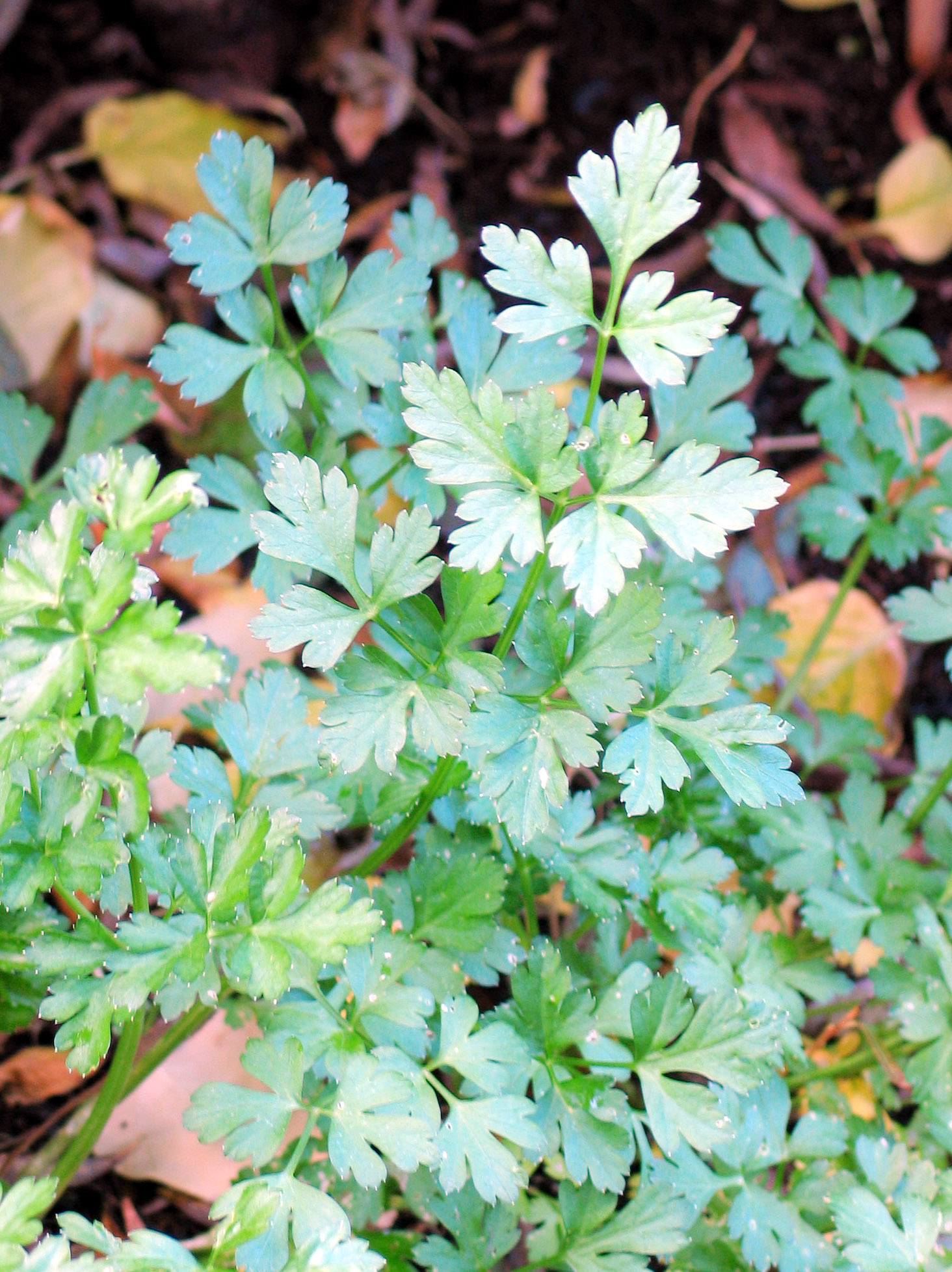
Glatte Petersilie enthält Apiol.

Bereits im Mittelalter wurden apiolhaltige Zubereitungen als pflanzliche Mittel zum Schwangerschaftsabbruch benutzt.
1715 entdeckte der Leipziger Apotheker Heinrich Christoph Link Apiol bei der Wasserdampfdestillation von Petersilienöl. 1855 stellten Joret und Homolle fest, dass eine Behandlung mit Apiol sehr gut bei Amenorrhoe (Ausbleiben der Menstruation) hilft.
Apiol kann allergische Reaktionen hervorrufen. Hohe Dosierungen führen zu Leber- und Nierenschäden.